# Гетап (Арагацотн)
Гета́п (арм. Գետափ) — село на западе Арагацотнской области Армении.
Село расположено на левом береку реки Ахурян, в 21 км к западу от 4 км от села Тлик и от города Талин на трассе Ереван-Гюмри, в 71 км от марза (области) — Аштарака. Население занимается скотоводством и плодоводством. К западу от села в ущелье есть церковь, называемая местным населением «Кармир ванк» (Красная церковь).

## Население
| Год  | Численность | Численность |
| ---- | ----------- | ----------- |
| 1873 | 181         | [ 3 ]       |
| 1897 | 416         | [ 3 ]       |
| 1926 | 217         | [ 3 ]       |
| 1939 | 360         | [ 3 ]       |
| 1959 | 310         | [ 3 ]       |
| 1989 | 291         | [ 4 ]       |
| 2001 | 183         | [ 3 ]       |
| 2011 | 159         | [ 5 ]       |